# Movimentazione manuale dei carichi

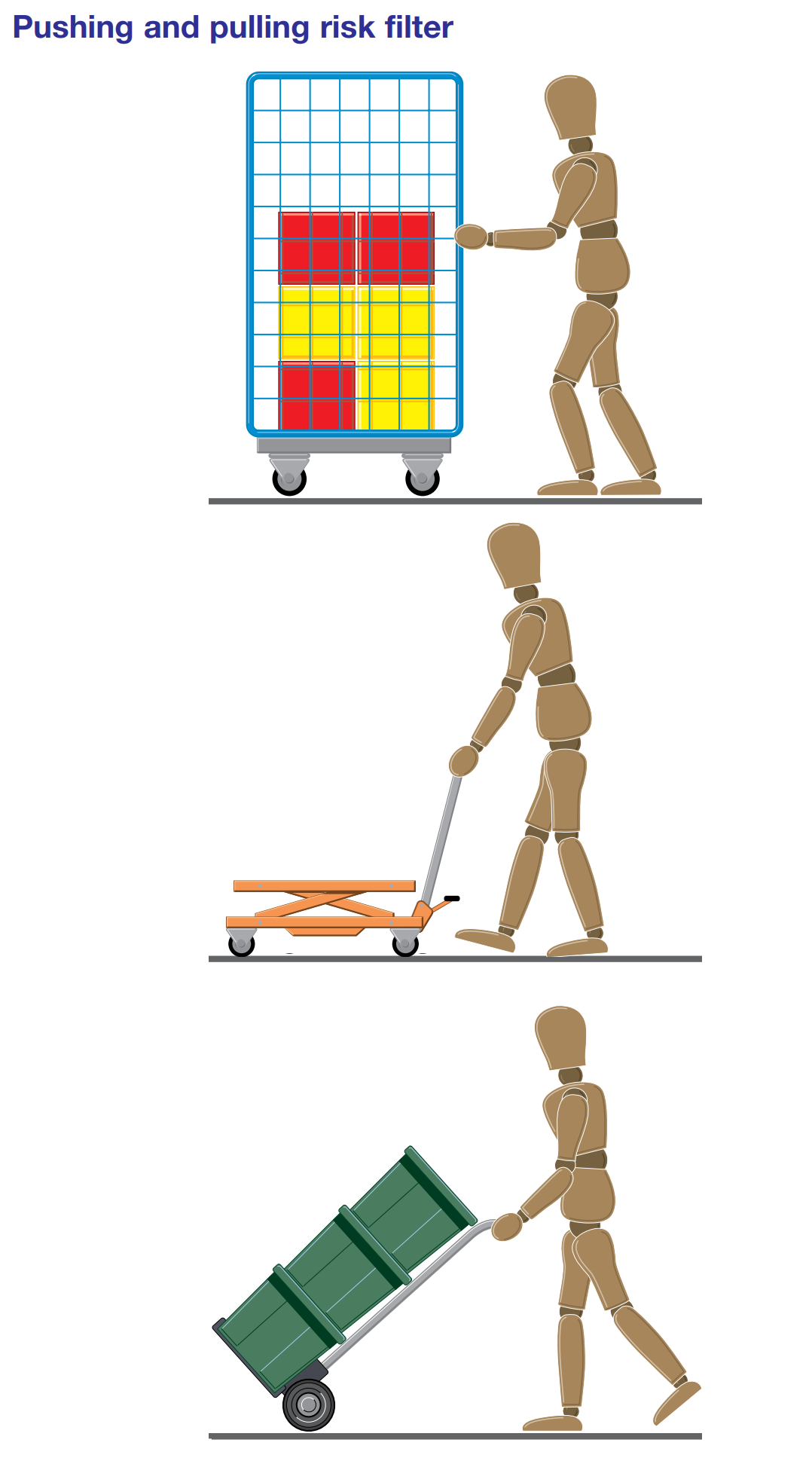
Esempi di movimentazione manuale dei carichi (spinta di carichi)

Per movimentazione manuale dei carichi (MMC) si intendono le attività che prevedono l'uso del corpo umano per sostenere, sollevare, abbassare, spingere, tirare, ruotare, trasportare o trasferire carichi. Le attività di movimentazione manuale di carichi (più o meno pesanti e ingombranti) sono svolte quotidianamente in vari contesti, tra cui anche: sul luogo di lavoro, a scopo ricreativo e a casa.
Tali attività sono associate a rischio di lesioni alla schiena e ad altri sistemi muscolo-scheletrici, che spesso possono portare ai cosiddetti "disturbi muscolo-scheletrici" (DMS), che comportano stiramenti e distorsioni alla parte bassa della schiena, alle spalle e agli arti superiori. Secondo uno studio del Dipartimento del Lavoro degli Stati Uniti pubblicato nel 1990, gli infortuni alla schiena rappresentavano circa il 20% di tutti gli infortuni sul posto di lavoro, che rappresentavano quasi il 25% del totale dei risarcimenti ai lavoratori.

## Pericoli
I pericoli associati alla movimentazione manuale dei carichi includono lesioni all'apparato muscoloscheletrico, tra cui:
- lesioni alla schiena
- distorsioni e stiramenti di muscoli, legamenti e tendini
- lesioni ossee
- lesioni nervose
- lesioni tissutali
- dolore acuto e cronico.

Gli infortuni dovuti alla movimentazione manuale dei carichi sono spesso il risultato di una delle seguenti condizioni:
- Postura scomoda: piegarsi o torcersi
- Movimenti ripetitivi: svolgimento di un compito con elevata frequenza
- Sforzi energici: trasportare o sollevare carichi pesanti
- Punti di pressione: il carico è concentrato solo su determinate aree del corpo
- Posture statiche: rimanere nella stessa posizione per lunghi periodi di tempo

Alcuni dei pericoli più comuni associati alla movimentazione manuale dei carichi includono, ma non sono limitati, a:
- Distorsioni e stiramenti di muscoli, legamenti e tendini
- Lesioni alla schiena
- Lesioni ossee
- Lesioni nervose
- Lesioni tissutali
- Dolore acuto e cronico

Oltre ai pericoli sopra elencati, la movimentazione dei carichi può dare origine a rischi indiretti (dovuti ad esempio alla perdita di stabilità del corpo, alla perdita di presa del carico, ecc.), come ad esempio cadute, contusioni, tagli, abrasioni, punture, schiacciamenti e anche amputazioni. Ad esempio, l'insorgere di un dolore acuto durante il sollevamento di un carico può fare perdere la presa del carico, che cadendo sui piedi può provocare lesioni da impatto, schiacciamento, taglio, puntura e ulteriore dolore.

## Valutazione del rischio
Esistono diversi metodi per la valutazione del rischio da movimentazione manuale dei carichi, tra cui:
- NIOSH Lifting Equation
- Liberty Mutual Tables
- Rapid Entire Body Assessment (REBA)
- Rapid Upper Limb Assessment (RULA)

## Misure di prevenzione e protezione
Per proteggersi adeguatamente dai rischi per la salute e la sicurezza associati alla movimentazione manuale dei carichi, è utile comprendere la meccanica del corpo umano, e aggiustare la propria postura e i propri movimenti di conseguenza, ad esempio non arcuando la schiena durante il sollevamento e l'abbassamento dei carichi.
Per la prevenzione e la protezione dai rischi associati alla movimentazione manuale dei carichi possono essere impiegate diverse misure di sicurezza, che includono:
- evitare la movimentazione manuale dei carichi usando carrelli elevatori, gru e altri mezzi per la movimentazione dei materiali
- utilizzo di attrezzature che facilitano la movimentazione manuale dei carichi, come transpallet, carrelli, postazioni di lavoro regolabili in altezza, o anche uso di tecnologie più moderne, che includono l'utilizzo di cobot e esoscheletri
- riduzione del peso dei carichi movimentati (ad esempio movimentando il carico in più sessioni oppure movimentarlo assieme ad una seconda persona)
- utilizzo di guanti antiscivolo
- stretching
- riposo

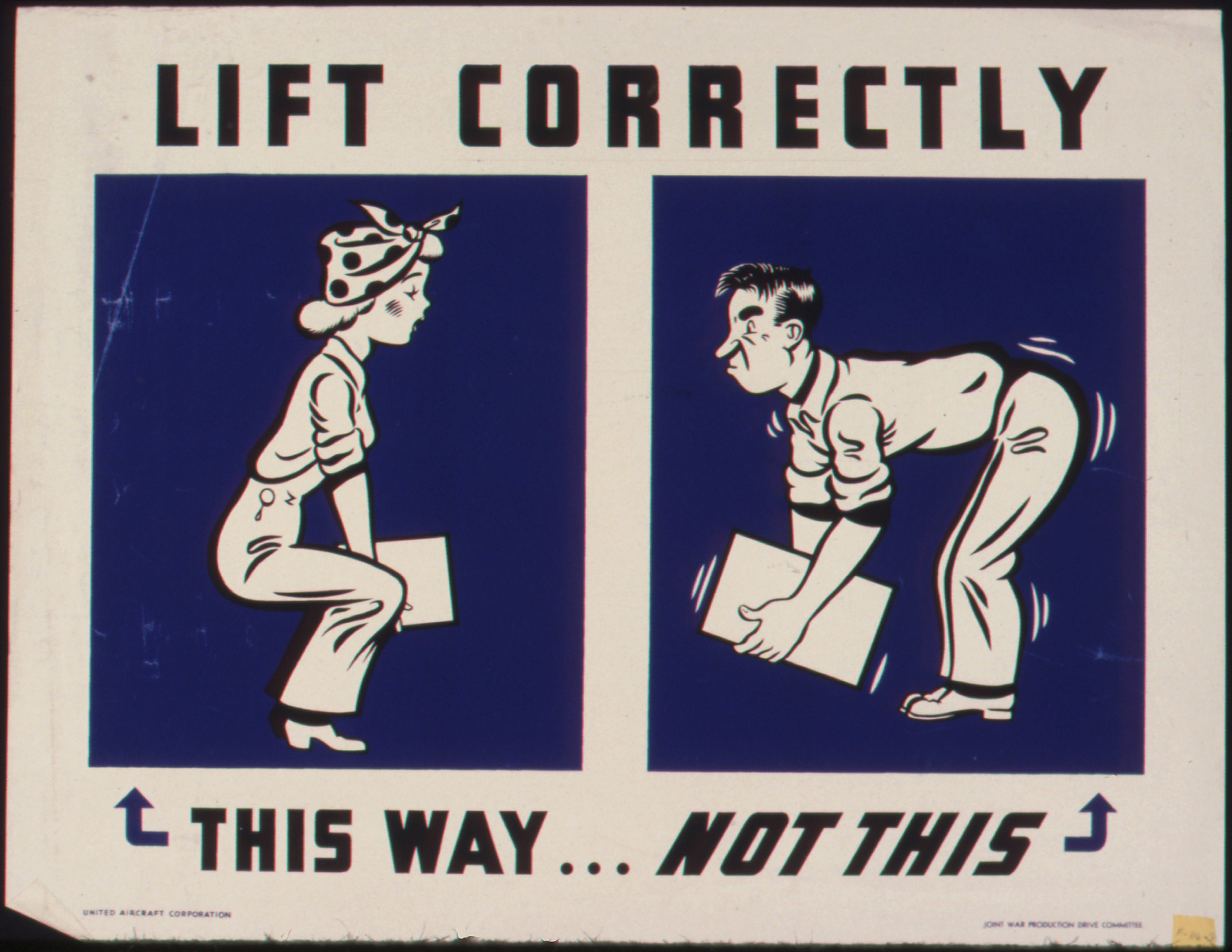
Cartello informativo sulla postura corretta da assumere per il sollevamento di un carico
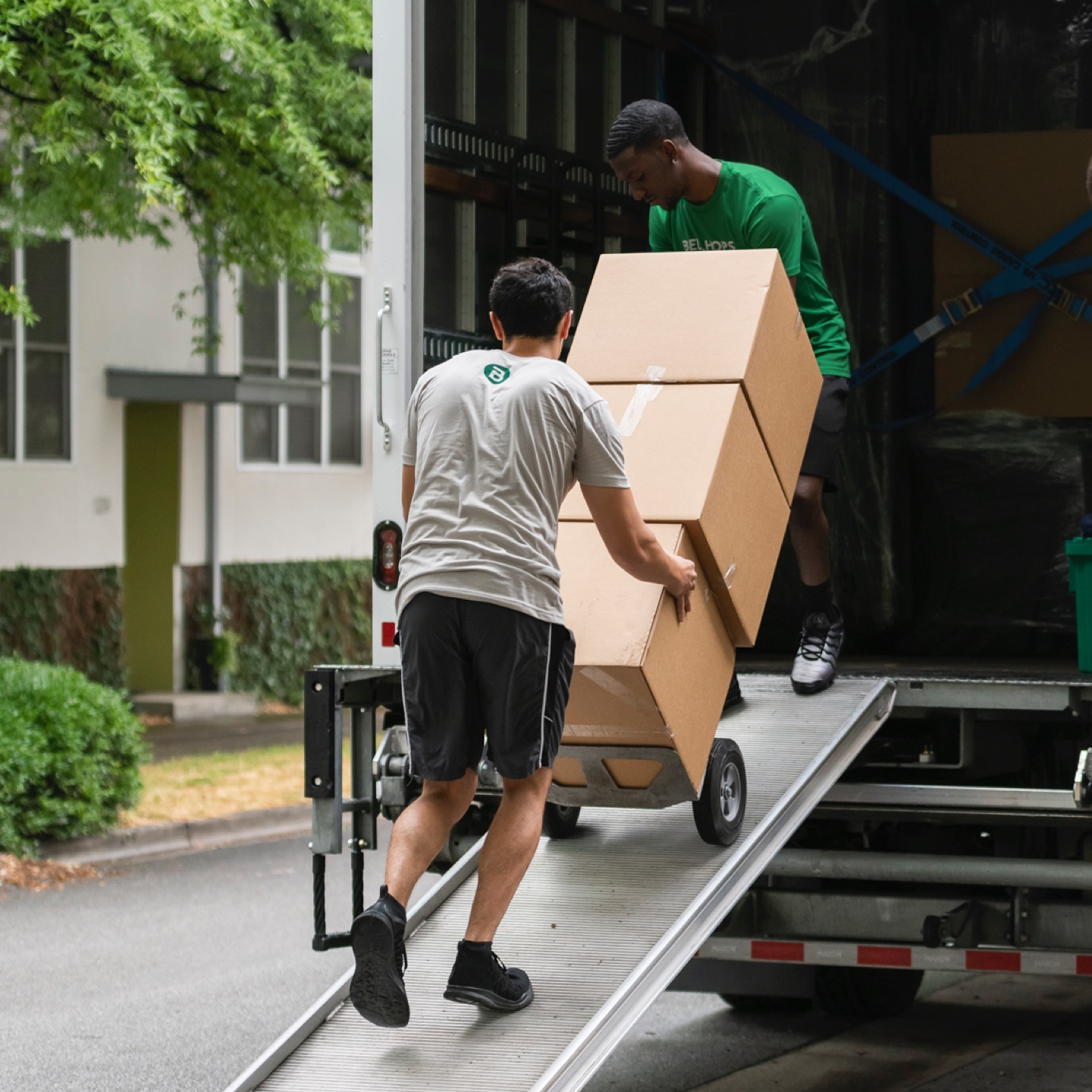
Esempio di movimentazione manuale dei carichi assistita da un carrello
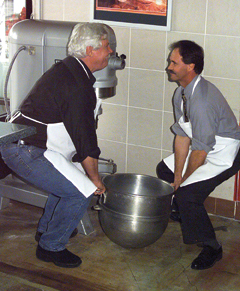
Sollevamento di un carico da parte di due persone
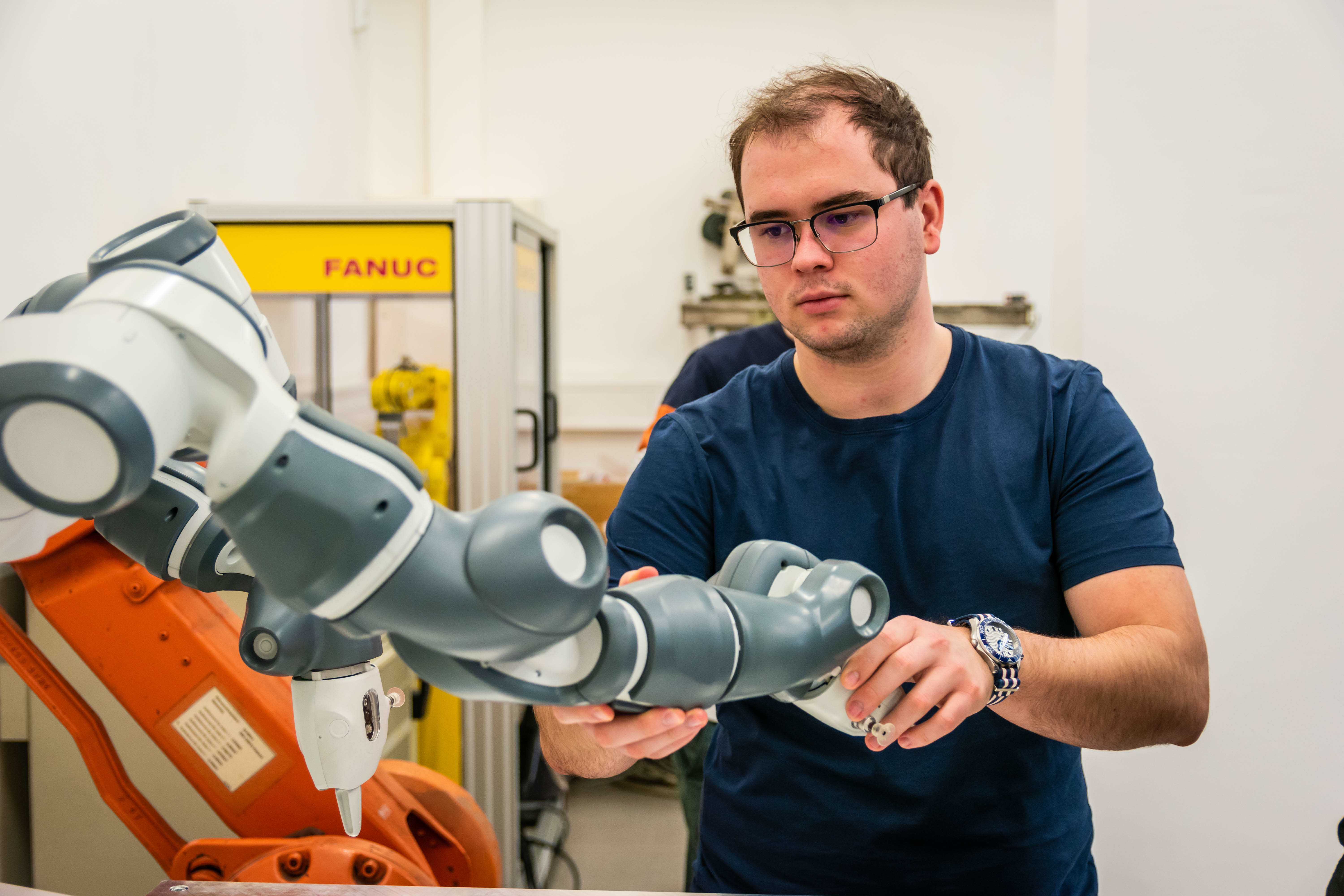
Utilizzo di un cobot
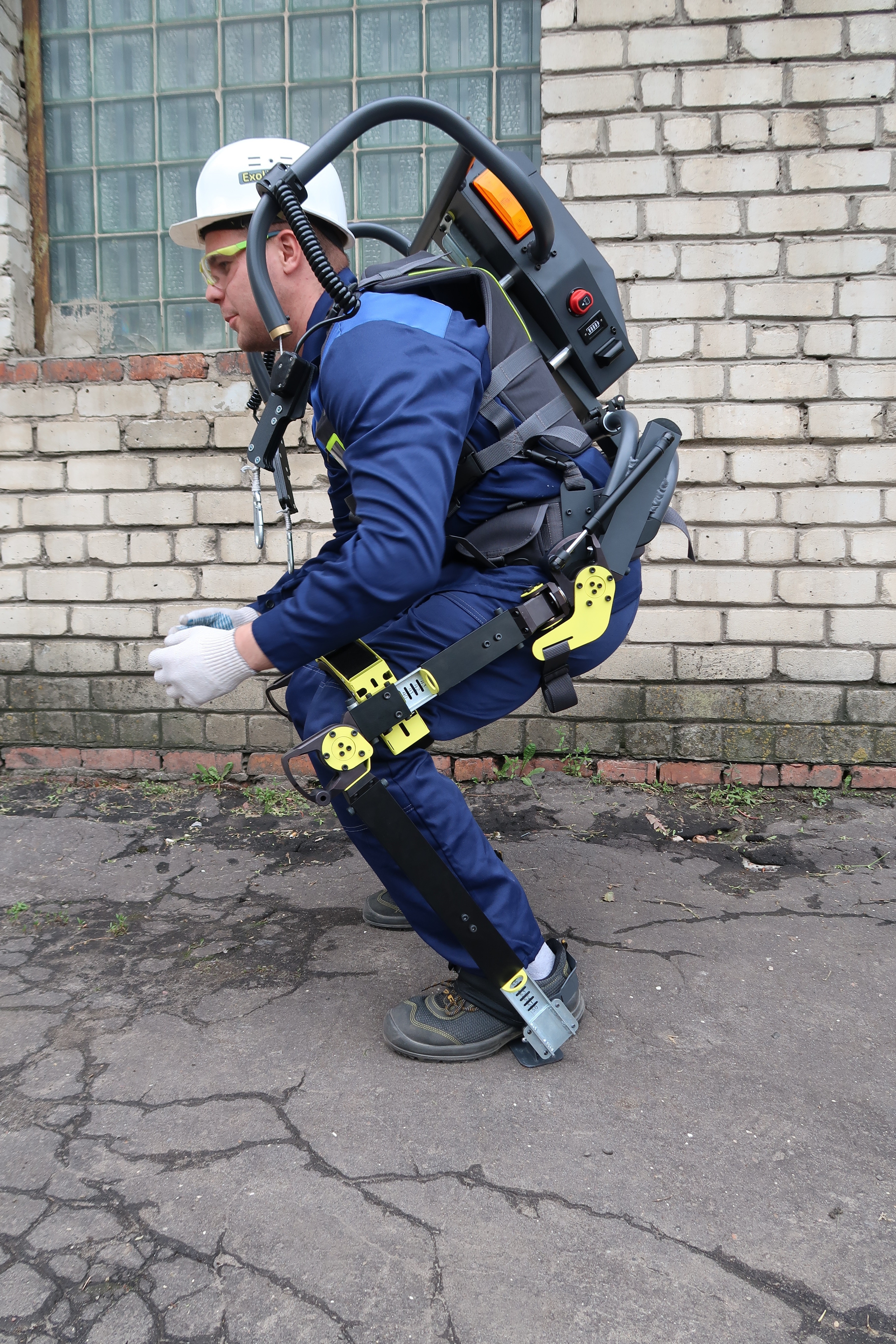
Utilizzo di un esoscheletro